# Kip Sundgaard
Kip Gordon Sundgaard (* 15. Februar 1956 in Saint Paul, Minnesota) ist ein ehemaliger US-amerikanischer Skispringer.
Sundgaard besuchte die University of Utah und konnte dort 1976 die Skisprung-Meisterschaften der NCAA gewinnen. Im gleichen Jahr wurde er Vizemeister bei den kanadischen Meisterschaften.
Sundgaard gehörte acht Jahre lang dem US-Nationalteam der Skispringer an. Dabei trat er bei mehreren Weltmeisterschaften sowie den Olympischen Winterspielen 1976 in Innsbruck an. Beim Wettbewerb von der Normalschanze belegte er nach zwei Sprüngen den 53. Platz. Seinen weitesten Sprung sprang er 1979 in Planica mit 141 Metern von der dortigen Flugschanze Letalnica bratov Gorišek.
2008 wurde Sundgaard in die American Ski Jumping Hall of Fame aufgenommen.